# 郭綜合醫院
23°0′6.56″N 120°13′9.42″E / 23.0018222°N 120.2192833°E
郭綜合醫院，是中華民國臺南市的一家地區醫院，前身為「郭婦產科醫院」，由婦產科醫師郭國銓成立於1958年。在臺灣1970-80年代，台南地區曾經每10個嬰兒，就有1個是在郭婦產科誕生。
2016年，由於資金缺口遂興起出售醫院的念頭，奇美醫院與中國醫藥大學均有接觸，底線為不可更改醫院名稱。奇美醫院開出的條件與時任院長郭宗正的期待差異太大導致破局，相對中國醫藥大學意願較高。2017年春節之後，中國醫藥大學指派駐點安南醫院人員兼程前往郭綜合醫院接洽相關事宜，由於擔心引起內部員工反彈，皆未公開進行。最後郭綜合醫院找到上市科技公司挹注遂擱置本案。

## 沿革

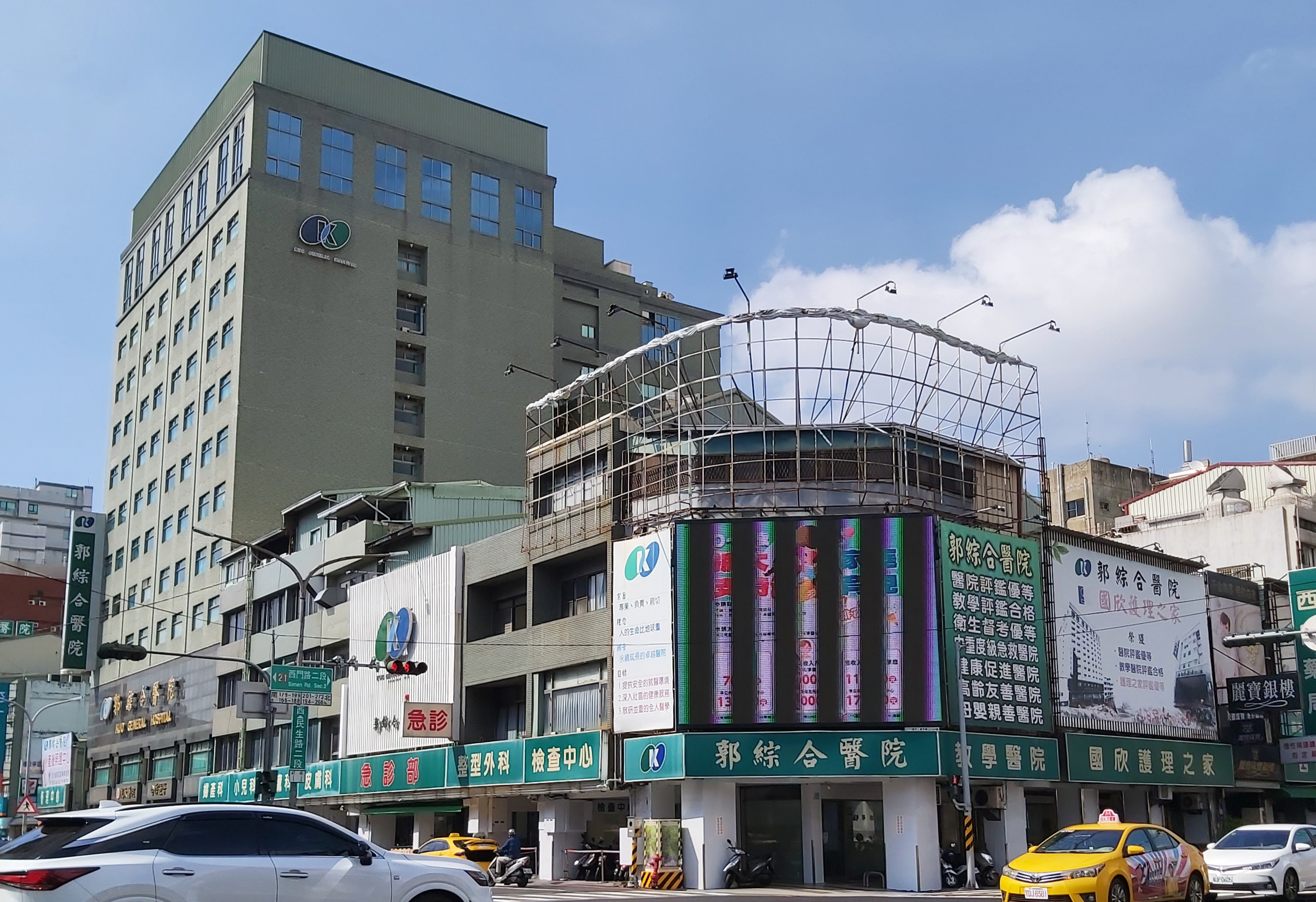
郭綜合醫院建築群

- 1958年10月，郭國銓醫師成立「郭婦產科醫院」。
- 1968年5月，附設之「遠東治癌醫院」開業。
- 1987年8月，兩院合併成為現「郭綜合醫院」
- 1990年4月，試管嬰兒研究中心成立。
- 2000年4月，經評鑑合格升格為區域教學醫院。
- 2003年9月，歷經3年工期新醫療大樓完工啟用。
- 2008年11月，與成大醫院簽訂策略聯盟。
- 2012年8月，歷經2年10個月工期，與群創光電建立社區型長照示範場域（護理之家）完工啟用[4]。
- 2014年11月，通過考核成為中度級急救責任醫院。
- 2019年，為降低營運壓力將醫院等級調降為地區醫院。
- 2020年6月，與成大醫院簽訂合作經營[5]。

### 歷任院長
| 任次  | 姓名   | 任期                  | 備註                   |
| 第1任 | 郭國銓 | 1958年10月－2000年3月 | 創辦人                 |
| 第2任 | 郭宗正 | 2000年3月－2020年8月  | 不孕症專家、郭國銓長子 |
| 第3任 | 鄭雅敏 | 2020年8月－現任       | 向成大醫院借調         |

## 醫院構成

### 科室
目前有5大顆別，分別為內科系、外科系、婦兒科系、家醫科系、其他科系（包含：急診科、眼科、耳鼻喉科、皮膚科、復健科、身心科、放射腫瘤科、放射診斷科、麻醉科）

### 醫療大樓
在中西區民生路二段的有檢查中心、急診部、醫療大樓A、B區、復健科、社區醫學部，醫療大樓A區對面為健撿中心及汽車停車場。鄰近之中西區和平街23號為護理之家、附設之西門藥局則為於中西區西門路二段靠近民生路二段路口。

## 外部連結
- 官方网站